# Poštovice
Poštovice (en allemand : Postowitz) est une commune du district de Kladno, dans la région de Bohême-Centrale, en République tchèque. Sa population s'élevait à 221 habitants en 2020.

## Géographie
Poštovice se trouve à 16 km au sud-ouest de Roudnice nad Labem, à 20 km au nord de Kladno et à 34 km au nord-ouest de Prague.
La commune est limitée par Mšené-lázně et Martiněves au nord, par Kmetiněves à l'est, par Hobšovice et Zlonice au sud, et par Šlapanice à l'ouest.

## Histoire
La première mention écrite de la localité date de 1186.